# Patron (géométrie)
Pour les articles homonymes, voir Patron.
|  |

En géométrie, le patron d'un polyèdre est une figure géométrique plane en un seul morceau qui permet de reconstituer  le polyèdre après plusieurs pliages (au niveau de certaines arêtes, les autres apparaissant par jonction des bords du patron). Le terme de patron est à prendre ici dans son deuxième sens : celui de modèle pour construire un objet.
Développer un polyèdre consiste à rabattre les différentes faces du polyèdre dans un même plan par découpage selon les arêtes. Le résultat donnant un patron du polyèdre, les termes de développement et de patron sont considérés comme presque synonymes.
On peut également développer certaines surfaces  en faisant correspondre chaque point de la surface à un point du plan comme si on faisait rouler la surface sur le plan. Cela nécessite que l'on puisse en tout point tracer une droite sur la surface et que le plan tangent à la surface soit le même pour chaque point de cette droite. On dit alors que la surface est développable. Sa courbure de Gauss est nulle.
On étend la notion de patron à des solides possédant des surfaces développables comme les cônes ou les cylindres. La sphère, ayant une surface non développable, ne possède pas de patron.

## Polyèdres
Un polyèdre est une forme géométrique tridimensionnelle fermée composée uniquement de faces planes polygonales (triangles, quadrilatères, etc.). On trouve parmi eux le cube, les parallélépipèdes (également connus sous le nom de « pavés »), les pyramides (possédant une base polygonale quelconque) ou encore les prismes droits qui sont formés de deux bases et d'autant de rectangles que le nombre de côtés de ces dernières.
Le patron d'un polyèdre est une représentation dans le plan de ses faces jointes par leurs côtés (on exclut la jonction des faces par un point unique, qui deviendrait un sommet du solide). Il n'y a pas nécessairement unicité.

### Cube

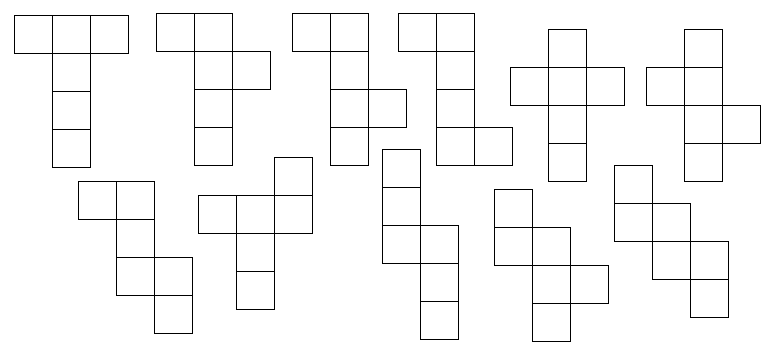
Les onze développements d'un cube.

La surface du cube est formée de six faces carrées. À une isométrie près, il existe onze façons de disposer les carrés pour former onze patrons différents.

### Tétraèdre

#### Tétraèdre régulier
La surface d'un tétraèdre régulier est formée de quatre triangles équilatéraux. Le tétraèdre  possède, à une isométrie près, deux développements : un en forme de triangle équilatéral de côté 2c et l'autre en forme de parallélogramme de dimensions c et 2c avec un cisaillement de 60° (ce qui donne une hauteur de c√3/2).
En guise d'anecdote, Gérard Villemin fait remarquer que l'on peut aussi reconstituer un tétraèdre à l'aide d'un billet de 1 dollar américain, alors que cela n'est pas possible avec un billet de l'union européenne. Il est vrai que les dimensions de ce billet sont telles que le rapport entre sa largeur et sa longueur est voisin de √3/4 et, par cisaillement, peut redonner le patron d'un tétraèdre. Le billet est un pseudo-patron d'un tétraèdre car une face est coupée en deux.

Deux des développements d'un tétraèdre régulier
Pseudo-patron d'un tétraèdre régulier dans un billet de un dollar

#### Tétraèdre équifacial
Un tétraèdre équifacial est un tétraèdre dont toutes les faces sont isométriques. Les faces sont nécessairement des triangles identiques sans angle obtus. Un tétraèdre équifacial a pour patron un triangle découpé en 4 triangles isométriques par les droites des milieux ou un parallélogramme découpé par la médiane du plus grand côté et deux diagonales des petits parallélogrammes.

#### Tétraèdre quelconque

Perspective et patrons d'un tétraèdre quelconque

Un tétraèdre quelconque se développe selon deux types de patrons : un patron étoilé obtenu par rabattement de trois faces autour de la quatrième (la base), un patron en ligne dans lequel on développe les trois faces latérales pour finir par la base. cela conduit à 4 patrons étoilés (selon le choix de la base) et 12 patrons en ligne (selon le choix des triangles  aux extrémités et l'ordre des triangles intérieurs).

### Parallélépipède

Un des patrons possibles d'un parallélépipède

Les parallélépipèdes (rhomboèdres, parallélépipèdes rectangles, cubes …) sont composés de six faces  deux à deux parallèles, ayant ainsi douze arêtes et huit sommets. Ils se développent selon les 11 types possibles décrits dans le développement du cube. Cela conduit, pour un pavé droit, à 54 patrons différents non isométriques,. Dans le développement d'un parallélépipède quelconque, les faces opposées sont isométriques mais d'orientations différentes.

### Prisme droit

Patron d'un prisme droit dont la base est un polygone simple non convexe

Un prisme droit est un solide délimité par deux faces polygonales (les bases) et des faces latérales rectangulaires. Si la base à n côtés, le prisme possède n faces latérales rectangulaires.
Une façon simple de construire le patron d'un prisme droit est de construire un rectangle dont la hauteur correspond à la hauteur du prisme, et la largeur au périmètre d'une base et de dessiner dans ce rectangle les rectangles constituant les faces latérales du prisme, on accole alors les deux bases (symétriques l'une de l'autre) sur deux côtés opposés d'un même rectangle.
Si la base n'est pas convexe, il faut choisir, pour accoler les bases, un côté qui ne conduit pas à un chevauchement entre la base et la surface latérale. Ce côté doit être choisi parmi ceux de l'enveloppe convexe de la base. Certains prismes à base étoilée ne possèdent pas de patron respectant la règle de connexion suivant une arête.
Les prismes obliques possèdent des développements analogues à celui du prisme droit, en déroulant la surface latérale, à ceci près que les faces n'étant pas rectangulaires, mais seulement des parallélogrammes, les arêtes associées aux bases ne sont pas alignées mais dessinent une ligne polygonale.

### Pyramide
Une pyramide est un solide possédant une base polygonale, dont chaque sommet est lié par une arête à un point unique situé hors du plan de la base, l’apex. Elle possède donc une face de plus que sa base n’a de côtés, et seule la base n’est pas nécessairement triangulaire. Ainsi, pour une pyramide dont la base est un polygone à {\displaystyle n} cotés, son patron sera composé de {\textstyle n+1} polygones. Le patron le plus évident d’une pyramide est semblable à une étoile. D’autres patrons sont cependant possibles, il suffit d’attacher habilement les faces triangulaires suivant les arêtes partant de l’apex. Le tétraèdre régulier, qui peut être vu comme une pyramide à base triangulaire dont tous les côtés sont égaux, possède deux développements.
Une pyramide est entièrement déterminée par la forme de sa base, sa hauteur h, et le pied H de sa hauteur. Pour obtenir un patron en étoile, il suffit de construire la base et de rabattre les autres côtés en étoile autour de la base. Dans cette opération de rabattement le sommet reste dans un plan orthogonal à l'axe de rabattement. Le sommet rabattu est donc sur la perpendiculaire au côté de rabattement passant par H.
Pour tout point M du polygone de base, le triangle SHM est rectangle en H, permettant de déterminer la longueur SM, connaissant SH et HM. Puis, connaissant la position de S sur un des triangles rabattus, on le reproduit sur les autres perpendiculaires, en utilisant la propriété d'égalité des côtés rabattus.
Cette méthode est adaptée pour toute pyramide dont la base est un polygone convexe. Si la base est concave, une telle méthode risque de conduire à des triangles se chevauchant. Il est alors nécessaire de déplacer les faces pour éviter ces chevauchements. Il peut arriver que cela soit impossible (cas d'une base étoilée).

Développement en étoile d'une pyramide à base convexe
Patron semi-étoilé d'une pyramide à base non convexe. Un développement en étoile produirait des triangles (en rouge) provoquant des chevauchements.

## Avec faces non planes
Il est possible de réaliser le patron d’un solide possédant une ou plusieurs faces non planes, à condition que celles-ci soient développables. Ainsi, il est possible de réaliser le patron d’un cône ou d’un cylindre à la différence du patron d'une sphère (sa courbure de Gauss n'est pas nulle). En ce cas, on accepte dans les patrons des points de jonction uniques entre deux faces, le plus couramment entre le développement d’une face courbe du solide et le bord arqué d’une face plane. Il en outre parfois nécessaire de couper la surface développable.

### Cylindre de révolution

Un patron de cylindre

Un cylindre de révolution est le solide engendré par la rotation d'un rectangle autour d'un de ses côtés. Il est composé de deux bases qui sont des disques superposables, et d'une surface latérale qui, coupée perpendiculairement à son bord long, se développe selon un rectangle.
Si le rectangle engendrant par rotation  le cylindre a pour dimensions h et r et tourne autour de son côté de longueur h, le cylindre engendré a pour hauteur h, et les disques de base ont pour rayon r. La surface latérale se développe alors selon un rectangle de dimensions h et 2πr.
Le patron est donc composé deux disques de rayon r et de ce rectangle de dimensions h × 2πr venant s'enrouler autour des disques quand on reconstitue le cylindre.
On peut aussi découper le cylindre dans un direction oblique. Le patron est alors  constitué de deux disques et d'un parallélogramme de base de longueur 2πr et de hauteur h. C'est ce type de patron qui apparaît dans les rouleaux servant de support à certains papiers comme le papier toilette ou l'essuie-tout. En réalité, tout découpage de la surface latérale allant d'un bord du disque à un bord de l'autre disque conduit à un patron possible du cylindre.

Patrons alternatifs d'un cylindre de révolution

Le patron d'un cylindre droit est analogue à celui d'un cylindre de révolution (et d'un prisme droit). La surface latérale se développe selon un rectangle de dimensions h et p où p est le périmètre de la base. Ce rectangle est complété par les deux bases, symétriques l'une de l'autre.

### Cône de révolution

Patron d'un cône

Un cône de révolution est le solide engendré par la rotation d'un triangle rectangle autour d'un des côtés de l'angle droit. Sa surface est composée d'une base circulaire et d'une surface latérale qui, coupée du sommet jusqu'à son bord long selon une droite, se développe en un secteur circulaire.
Si le triangle rectangle a pour côtés de l'angle droit h et r et tourne autour de son côté de longueur h, le cône engendré a pour hauteur h, et le disque de base a pour rayon r. La surface latérale se développe selon un secteur circulaire de rayon R correspondant à l'hypoténuse du triangle rectangle et d'angle au centre égal à r/R × 360°
Le patron est donc composé du disque de rayon r et de ce secteur circulaire venant s'enrouler autour du bord du disque, ses deux rayons venant se rejoindre pour reformer la surface latérale.

### Cylindre tronqué
La coupe d'un cylindre droit par un plan oblique est une préoccupation fréquente notamment en tôlerie pour construire des tuyaux coudés. Le patron d'un cylindre tronqué est constitué d'un face circulaire et d'une face en forme d'ellipse. Le rectangle du développement du cylindre droit est découpé suivant une sinusoïde.
Ce découpage préfigure la forme que prendra le patron d'un cylindre circulaire oblique.

Développement de la face latérale d'un cylindre tronqué
Demi-développement de la face latérale d'un cylindre circulaire oblique

### Cône tronqué
Une façon simple de découper un cône est de le faire selon un plan perpendiculaire à son axe. Le solide obtenu est constitué de deux bases circulaires de même axe mais de tailles différents et d'un surface latérale se développant selon la surface comprise entre deux secteurs circulaires homothétiques.
Si l'on cherche à couper le cône suivant un plan oblique faisant avec le plan de base un angle inférieur à celui d'une directrice , le solide obtenu est constitué d'une base circulaire, d'une surface elliptique et d'une surface latérale se développant selon une portion de secteur circulaire. La découpe du secteur circulaire s'effectue selon une courbe complexe, une polygastéroïde, que l'on construit souvent point par point en dessin technique.

Patron d'un tronc de cône : {\displaystyle R/r_{1}=a/(r_{1}-r_{2})} et {\displaystyle a^{2}=h^{2}+(r_{1}-r_{2})^{2}}.
Patron d'un tronc de cône oblique.

### Sphéricône

Patron de sphéricône (faire coïncider A avec A et B avec B)

Les solides à surfaces courbes possédant un patron ne se limitent pas aux cônes et cylindres. Il en existe une grande variété. Parmi eux, on peut citer le sphéricône qui est constitué, comme la sphère qui, elle, n'est n'est pas développable, d'une seule face gauche développable. Il possède deux arêtes courbes et  4 sommets positionnés suivant un carré. Il peut être développé selon un patron d'un seul tenant.

## Utilisation pour la résolution de problèmes mathématiques

### Un premier exemple

Projection isométrique d'une solution naïve (1) et de la solution optimale (2) du problème de l'araignée et de la mouche.

En plus de permettre une construction facile des solides par pliage, découpage et collage, les patrons peuvent être utilisés pour résoudre des problèmes de géométrie dans l'espace en les transposant dans le plan.
L'un des exemples les plus connus est le problème de l'araignée et de la mouche (en), imaginé par Henry Dudeney en 1903. Il s'agit d'un probléme de détermination de géodésique dans lequel une araignée et une mouche sont posées sur deux faces d'un pavé droit et où l'araignée doit atteindre la mouche le plus vite possible. C'est un problème parfois utilisé dans l'enseignement des mathématiques au lycée.

### Un exemple plus complexe sur les dodécaèdres

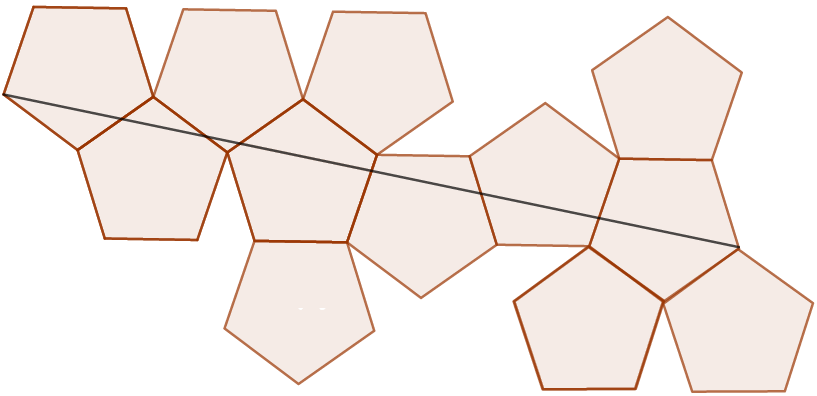
Trajectoire rectiligne reliant le sommet d'un dodécaèdre à lui-même sans passer par aucun autre sommet.

La difficulté peut alors être de trouver lequel des différents patrons possibles d'un solide donné est pertinent pour résoudre le problème, voire parfois quelle juxtaposition de patron sera utile. Un exemple de cela est l'étude des géodésiques fermées sur le dodécaèdre régulier, où l'on se demande s'il est possible d'aller « en ligne droite » d'un sommet du dodécaèdre à lui-même sans passer par un autre sommet. L'inexistence de telles trajectoires était établie pour les quatre autres solides platoniciens depuis 1936 mais est restée ouverte pour le dodécaèdre jusqu'en 2019. Il existe en fait 31 classes de telles géodésiques pour le dodécaèdre régulier,, la plus simple pouvant se représenter sur un patron bien choisi.

## Existence et unicité

### Du solide au patron

#### Existence

Deux patrons imparfaits (à gauche non connexe, à droite avec face découpée) d'une maison avec cheminée

Pour un polyèdre, il est toujours possible de reproduire chacune de ses faces sur une surface plane, obtenant ainsi autant de polygones que de faces du polyèdre. Pour peu que la feuille de papier soit assez grande, on peut les tracer sans chevauchement. Mais il n'est pas sûr que l'on puisse les rassembler de façon à obtenir une figure connexe dans laquelle les polygones qui se touchent ont une arête commune et ne se chevauchent pas. Un exemple simple est ce polygone en forme de maison munie d'une cheminée. Tout patron de cette «maison» comporte au moins deux parties non connexes à cause du polygone à trou correspondant au versant du toit contenant la cheminée. On peut cependant en tracer un patron connexe à condition d'accepter de découper une face.
Même un polyèdre comportant des faces convexes peut ne pas être développable selon un patron d'un seul tenant. Ce point a été démontré en 1999 simultanément par plusieurs chercheurs. Marshall Bern exhibe ainsi un «tétraèdre à pointes» formé de 36 triangles isocèles, regroupés en 4 polyèdres ouverts isomorphes.
Concernant les polyèdres convexes, la question de l'existence d'un patron, quel que soit le polyèdre, est encore un problème ouvert. Mais on a déjà prouvé, par exemple, que tout «dôme» (polyèdre convexe  formé d'une base, et de faces partageant toutes une arête avec la base) peut être développé par rabattement des faces dans le plan de la base.

#### Unicité
L'existence de 11 patrons différents pour le cube et de 54 patrons différents pour le pavé prouve la non-unicité d'un développement en général.

### Du patron au solide

#### Existence
On peut également s'intéresser aux conditions que doit respecter un patron pour qu'on puisse reconstituer un solide à partir de lui. Il est déjà nécessaire que les arêtes destinées à se confondre soient de même longueur. Pour un polyèdre convexe, il faut en outre que la somme des angles de même sommet soit inférieure à 360°. Parfois oubliée, la condition que chaque angle soit inférieur à la moitié de la somme des angles associés à ce sommet est aussi nécessaire. Ainsi le patron ci-contre, qui respecte bien la condition sur les côtés et celle sur la somme des angles, ne permet pas de construire un tétraèdre car γ  > α + β. Mais ces conditions ne sont pas suffisantes.
Cependant, si l'on ne garde du patron que sa silhouette extérieure, qu'on donne une liberté suffisante sur le choix des arêtes de pliage et que l'on permette la découpe des faces, il est prouvé que tout polygone simple est la silhouette du patron d'un polyèdre non nécessairement convexe. Le patron de tétraèdre impossible présenté plus haut, par exemple, est le patron d'un hexaèdre si l'on le plie selon les arêtes rouges.

#### Unicité
Un patron étant donné, on peut se poser la question du nombre de polyèdres qu'il permet de reconstituer. Ce polyèdre n'est pas toujours unique.

Pseudo-patron d'un tétraèdre équifacial dans un triangle équilatéral. Les traits pleins correspondent aux arêtes et les traits pointillés aux découpages de faces.

À partir d'une silhouette de patron, on peut reconstituer, par pliages astucieux, plusieurs polyèdres, à condition d'accepter que certaines faces soient découpées. Demaine, Lubiw et O'Rourke présentent ainsi 85 patrons différents dont la silhouette est une croix latine conduisant à 17 polyèdres différents et il existe une infinité de tétraèdres équifaciaux  ayant pour silhouette de pseudo-patron un triangle équilatéral donné.
Même en ajoutant la condition que, dans la reconstitution, les arêtes du polygone sont assemblées paire par paire, on peut trouver des assemblages conduisant à des polyèdres différents.

Patron conduisant à la construction de deux octaèdres, un convexe et l'autre concave

Si l'on impose enfin de travailler sur de vrais patrons où chaque face est spécifiée, sans découpage, et où les arêtes à assembler sont indiquées, un même patron peut conduire à plusieurs polyèdres. Le patron ci-contre par exemple, conduit à la construction de deux octaèdres, un convexe et un concave (en creux). L'existence de polyèdres concaves flexibles (déformables)  prouve même l'existence d'une infinité de polyèdres pour certains patrons.
Mais, selon le théorème de rigidité de Cauchy, un patron donné ne peut pas conduire à la construction de deux polyèdres convexes non isométriques.